# ZeniMax Media
A ZeniMax Media amerikai médiavállalkozás, az Xbox Game Studios leányvállalata, ami videójátékok kiadásával és a leányvállalatai segítségével videójáték-fejlesztéssel foglalkozik.

## Története
A ZeniMax Media vállalatot 1999-ben hozta létre a Bethesda Softworks alapítója, Christopher Weaver és Robert A. Altman abból a célból, hogy a Bethesda közreműködésével egy több platformra is dolgozó médiacég alakuljon ki. Weaver kinevezte Altmant a cég vezérigazgatójának és Bethesdából birtokolt részvényeit felhasználva biztosította a ZeniMax megalakulásához szükséges tőkét. Weaver 2002-ben úgy döntött, hogy a háttérbe húzódik.
2004-ben a cég megvette a Fallout sorozat jogait a rossz anyagi körülményekkel küszködő Interplaytől. Todd Howard a Fallout 3 tervezője és vezető producere 2007 januárjába a következőeket nyilatkozta: „A játékot már 2004 vége felé elkezdtünk fejleszteni egy kis fős csapattal (nagyjából 10 fő) egészen az Oblivion megjelenéséig, ami után a dolgozók nagy részét átirányították a projektre.” Végül 2008 októberében került a boltokba, a három fő platformra. (PC, Xbox360, PlayStation 3)
2009 június 24-én bejelentik, hogy megvásároltak az addig független fejlesztőkén működő id Softwaret.
2009 szeptemberében a Prey című videójáték jogait szerezték meg. Még ez év decemberében a Rage jogait is megvásárolták, így a kiadói feladatokat a korábbiaktól eltérően nem az EA fogja ellátni.
2010. augusztus 12-én újabb cég került a birtokukba, az Arx Fatalis és a Dark Messiah of Might and Magic fejlesztésével hírnevet szerzett, korábban független Arkane Studios.
2010. október 6-án a ZeniMax 150 millió dollárt kapott a Providence Equity Partners befektetési cégtől. Még 2007-ben szintén ők nyújtottak át 300 milliónyi dollárt a cég számára.
2010. október 28-án Mikami Sindzsi (Resident Evil sorozat megalkotója.) cégét a Tango Gameworks fejlesztőstúdiót, majd november 5-én a Starbreeze Studiosból távozott tagok által megalakított Machinegamest vásárolták fel.

### 2020-as felvásárlás
2020. szeptember 21-én a Microsoft bejelentette, hogy megállapodtak a ZeniMax Media és az összes leányvállalatának a felvásárlásáról, amikért összesen 7,5 milliárd amerikai dollárt fizetnek. A tervek szerint a felvásárlás a 2021-es pénzügyi év második felében fejeződik be. A megállapodás szerint a Providence Equity befektetése több mint hatszorosan térül meg.

## Leányvállalatok

### Fejlesztő stúdiók
- Bethesda Game Studios, felvásárlás éve: 1999
- ZeniMax Online Studios (MMO részleg), alapítva: 2007
- Vir2L Studios, alapítva: 2008
- id Software, felvásárlás éve: 2009
- Arkane Studios, felvásárlás éve: 2010
- Tango Gameworks, felvásárlás 2010
- Machinegames (ZeniMax Sweden), felvásárlás éve: 2010

### Kiadók
- Bethesda Softworks
- ZeniMax Asia KK
- ZeniMax Europe Ltd.
- ZeniMax Germany GmbH
- ZeniMax France SAS
- ZeniMax Benelux BV